# Шрифт Раши
Шрифт Ра́ши (ивр. כתב רש"י‎ — кетав ра́ши) — вариант еврейского письма, использующийся, главным образом, для комментариев текстов Библии и Талмуда. Шрифт был разработан в сефардских типографиях Венеции XV столетия и служит до сих пор для того, чтобы отличать комментарии от оригинальных цитат Танаха. Традиционно использовался также в печатных изданиях на ладино.
Использовался в качестве рукописного письма среди сефардских евреев, в отличие от ашкеназов, использовавших другой шрифт. Несмотря на то, что принятое среди ашкеназов письмо стало общепринятым в современном Израиле, среди выходцев из восточных стран по сей день можно встретить тех, кто использует на письме шрифт Раши. Одним из таких людей был, например, раввин Кадури.
Название шрифта указывает на средневекового еврейского учёного Раши (1040—1105), жившего во Франции и занимавшегося виноделием. Под его акронимом его ученики опубликовали многочисленные комментарии своего учителя, относящиеся к Библии и Талмуду. Сам Раши, основывавшийся на ашкеназской традиции, не пользовался шрифтом, имеющим сефардское происхождение, который назвали затем в его честь.
Шрифт трудночитаем даже для людей, хорошо знающих иврит, в частности потому, что некоторые буквы имеют похожую форму (ср. аин и тет, самех и мем софит).

Разновидность шрифта Раши — т. н. вайбертайч (идиш װײַבערטײַטש‎ — букв. женский немецкий, так как идиш назывался идиш тайч, то есть еврейский немецкий) — традиционно использовался в ориентированной на женщин литературе на идише.